# Список персонажів телесеріалу «Сотня»
Список персонажів телесеріалу «Сотня»:

## Актори та персонажі

### Люди з <<Ковчега>>

#### Сотня (<<Небесні люди>>)
- Еліза Тейлор — Кларк Гріффін, основна героїня, лідер Сотні, дочка Кріса Гріффіна, і доктора-радника Ебі Гріффін.
- Томас Макдонелл — Фінн Коллінз, друг і коханець Кларк Гріффін, що одного разу убив 18-ьох невинних землян за неї.
- Марія Авгеропулос — Октавія Блейк, сестра Белламі Блейка, що закохалась у одного землянина, що її врятував. Пізніше стала воїном землян.
- Боб Морлі — Белламі Блейк, напівнегативний персонаж (антигерой), брат Октавії Блейк, у минулому охоронець, другий лідер Сотні.
- Крістофер Ларкін — Монті Грін, підліток, що був головним механіком у сотні до появи Рейвен.
- Девон Бостік — Джаспер Йордан тупий хімік, що не раз ризикував життям заради сотні.
- Елі Горі — Веллс Яха, син канцлера Телоніуса Яха, у минулому найкращий друг Кларк Гріффін, що взяв на себе провину Ебі Гріффін. Пробрався на Землю разом з Кларк.
- ? — Шарлотта, одна з найменших у сотні, вбивця Веллса. Їй кожну ніч снилися привиди тата, що також вбив канцлер, і вона, поговоривши із Беллемі Блейком, і не так зрозумівши його підмовляння, зарізала Вілса. Пізніше сотня звалила усе на провину Джона Мерфі, і навіть ледве не повісила останнього, але Шарлотта спочатку призналась, що вона - вбивця, а потім кинулась у прірву.
- Річард Хармон — Джон Мерфі, спочатку ворог Белламі Блейка, на якого зловили провину Шарлотти - вбивство Веллса Яха. Потім він втік у ліс, а пізніше задушив двох із сотні, що мали відношення до його невдалого повішення. Один з антигероїв, що після помсти стає більш-менш дружелюбним.

#### Люди, що під час перших пригод сотні на землі, залишались на Ковчезі (<<Небесні люди>>)
- Ісайя Вашингтон — канцлер Телоніус Яха, лідер Ковчега, що неодноразово хотів пожертвувати собою задля того, щоб інші люди вижили, але всякий раз виживав, більшим чином завдяки Маркусу Кейну.
- Генрі Єн К'юсик — радник Маркус Кейн, пізніше став канцлером.
- Пейдж Турко — радник доктор Ебігейл Гріффін, мати Кларк Гріффін, що врятувала багато життів.

### Люди з Землі

#### Земляни
Рікі Віттл  — Лінкольн, перший землян, що показується у серіалі. Він врятував Октавію, коли та побігла у ліс, але пізніше попав у полон. У полоні сказав перші слова Октавії, а Октавія потім його врятувала. Пізніше став посередником між землянами та сотнею.
Адіна Портер — Індра, представник Трікру, голова Тондісу.